# توماس پروول
توماس پروول (استونیایی: Toomas Proovel؛ زادهٔ ۲۹ سپتامبر ۱۹۷۳) کشتی‌گیر اهل استونی بود. وی در بازی‌های المپیک تابستانی ۲۰۰۰ شرکت کرده است.